# تپه گردنه ویه دار دره
تپه گردنه ویه دار دره مربوط به دوران‌های تاریخی پس از اسلام است و در شهرستان قزوین، بخش الموت، روستای گازر خان واقع شده و این اثر در تاریخ ۲۵ اسفند ۱۳۸۰ با شمارهٔ ثبت ۵۴۶۷ به‌عنوان یکی از آثار ملی ایران به ثبت رسیده است.